# راندیان، پاکستان
راندیان (به انگلیسی: Randian) یک روستا در پاکستان است که در پنجاب واقع شده‌است. راندیان ۱۶۲ متر بالاتر از سطح دریا واقع شده‌است.